# Marie-Hélène Schwartz
Marie-Hélène Schwartz (1913 – 5 de enero de 2013) fue una matemática francesa, conocida por su trabajo en los números característicos de la espacios con sigularidades.

## Biografía
Marie-Hélène Lévy era hija del matemático Paul Lévy y bisnieta del filólogo Henri Weil. Después de estudiar en la Lycée Janson de Sailly, comenzó los estudios en la École Normale Supérieure en 1934, pero contrajo la tuberculosis, lo que la obligó a abandonarlos. Se casó con el también matemático Laurent Schwartz en 1938 y pronto tuvieron que esconderse durante la ocupación nazi. Después de la guerra, dio clases en la Universidad de Reims Champagne-Ardenne y acabó la tesis en generalizaciones del Teorema de Gauss-Bonnet en 1953. En 1964, se trasladó a la Universidad de Lille, donde se retiró en 1981.